# Dreieck Salzgitter
Dreieck Salzgitter is een knooppunt in de Duitse deelstaat Nedersaksen.
Op knooppunt sluit de A39 vanuit Wolfsburg en Braunschweig aan op de A7 Flensburg-Füssen.

## Geografie
Het knooppunt ligt in de gemeente Holle in het Landkreis Hildesheim.
Nabijgelegen dorpen zijn Söhlde, Schellerten en Baddeckenstedt.
Nabijgelegen wijken zijn Grasdorf, Sillium, Holle-Ort, Binder en Wartjenstedt.
Het knooppunt ligt ongeveer 15 km ten zuidwesten van het centrum van Salzgitter ongeveer 65 km ten noorden van Göttingen, ongeveer 30 km ten zuidwesten van Braunschweig  ongeveer 45 km zuidoosten van Hannover en ongeveer 20 km ten zuidoosten van Hildesheim.

## Verkeersintensiteiten
Dagelijks passeren ongeveer 65.000 voertuigen het knooppunt.
| Van                      | Naar              | Gemiddeld aantal voertuigen per dag | Percentage vrachtverkeer |
| ------------------------ | ----------------- | ----------------------------------- | ------------------------ |
| AS Hildesheim (A 7)      | AD Salzgitter     | 58.400                              | 15,6 %                   |
| AD Salzgitter            | AS Bockenem (A 7) | 58.200                              | 18,3 %                   |
| AS Baddeckenstedt (A 39) | AD Salzgitter     | 17.100                              | 16,1 %                   |

## Richtingen knooppunt
| Aansluitende wegen                     | Aansluitende wegen | Aansluitende wegen                                     | Aansluitende wegen | Aansluitende wegen                         |
| -------------------------------------- | ------------------ | ------------------------------------------------------ | ------------------ | ------------------------------------------ |
| richting Hildesheim / Hannover Hamburg |                    | richting Salzgitter / Braunschweig Wolfsburg / Berlijn |                    |                                            |
|                                        |                    |                                                        |                    |                                            |
|                                        |                    |                                                        |                    |                                            |
|                                        |                    |                                                        |                    |                                            |
|                                        |                    |                                                        |                    | richting Göttingen / Kassel Frankfurt a.M. |